# Lysipomia oellgaardii
Lysipomia oellgaardii är en klockväxtart som beskrevs av Jeppesen. Lysipomia oellgaardii ingår i släktet Lysipomia och familjen klockväxter. IUCN kategoriserar arten globalt som sårbar.
Artens utbredningsområde är Ecuador. Inga underarter finns listade i Catalogue of Life.